# Hronský Beňadik
Hronský Beňadik és un poble i municipi d'Eslovàquia que es troba a la regió de Banská Bystrica.

## Història
La primera menció escrita de la vila es remunta al 1075.

## Demografia
| Godina             | 1994 | 2004   | 2014   | 2024   |
| ------------------ | ---- | ------ | ------ | ------ |
| Nombre de persones | 1197 | 1228   | 1176   | 1071   |
| Diferència         |      | +2,58% | −4,23% | −8,92% |

| Godina             | 2023 | 2024   |
| ------------------ | ---- | ------ |
| Nombre de persones | 1086 | 1071   |
| Diferència         |      | −1,38% |